# ヴェラ・コンスタンチノヴナ
ヴェラ・コンスタンチノヴナ （ロシア語: Вера Константиновна, ラテン文字転写: Vera Konstantinovna, 1854年2月16日 - 1912年4月11日）は、ロシア大公女。ヴュルテンベルク王カール1世と王妃オリガの養女で、ヴュルテンベルク公ヴィルヘルム・オイゲンの妻。

## 生涯
ロシア皇帝ニコライ1世の次男コンスタンチン大公とザクセン＝アルテンブルク公家出身のアレクサンドラ・イオシフォヴナの次女として、サンクトペテルブルクで生まれた。
幼年時代をサンクトペテルブルクで暮らした後、1861年に父コンスタンチンがポーランド副王となったために一家はワルシャワへ移った。ヴェラは手のかかる子供で、怒りにまかせて乱暴になったり、反対に神経質になったりした。娘に手を焼いた両親は、コンスタンチンの実姉でヴュルテンベルク王妃オリガの元へ預けた。1863年12月7日、両親に連れられてシュトゥットガルトへやってきた9歳のヴェラは、子供のいないカール1世と王妃オリガに引き合わせられた。公的には、医学の進んだドイツで子供に治療を受けさせるためだとしていたが、実際はロシア宮廷からヴェラの病気を隠すためだった。オリガはヴェラが手のかかることを承知で喜んで世話をし、すぐに実母と同じ存在となった。

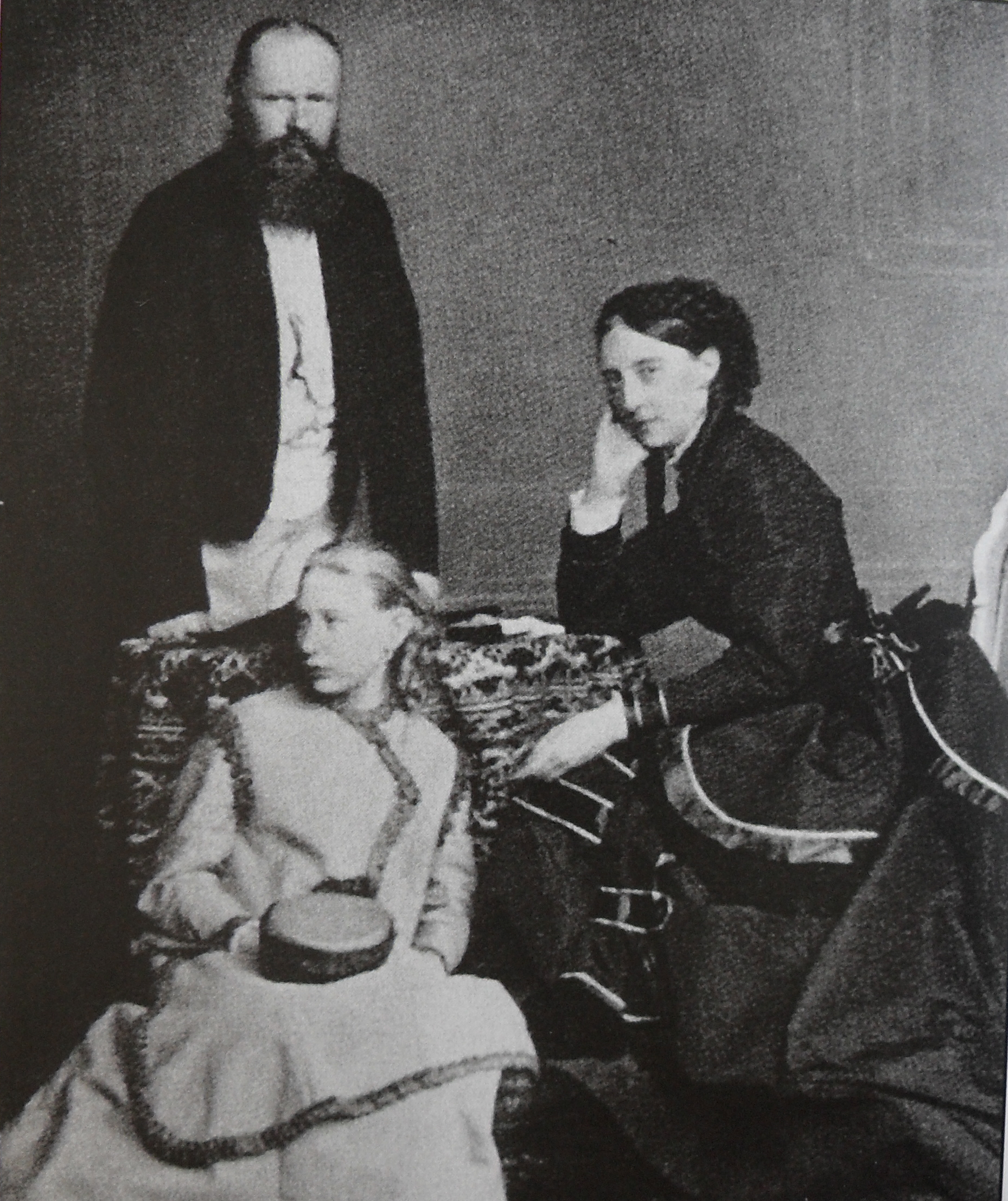
養父母のカール1世、オリガ夫妻とヴェラ

オリガとカール1世は養父母として献身的に世話をしたが、最初は症状をほとんど改善させることは出来なかった。ヴェラはホームシックになり、より症状が悪化し続け、養父母に向かって身体的暴力をふるい始めた。そのため定期的に陸軍士官の監視下におかれ、鍵のかかった部屋に閉じこめられるのは一度や二度ではなかった。カール1世はヴェラを連れて散歩をし、夕刻には聖書の一節を読んで聞かせた。1866年になっても症状は少ししか改善しなかったが、オリガは辛抱強く時間をかけてやがて破壊的行動から脱却させた。
ヴェラは若い女性としては内気で恥ずかしがりやであり、儀礼を嫌っていたが知性があった。外見は性格と同様に一風変わっていて、太い巻き毛のブロンドを短髪にしてずんぐりしていた。

## 結婚

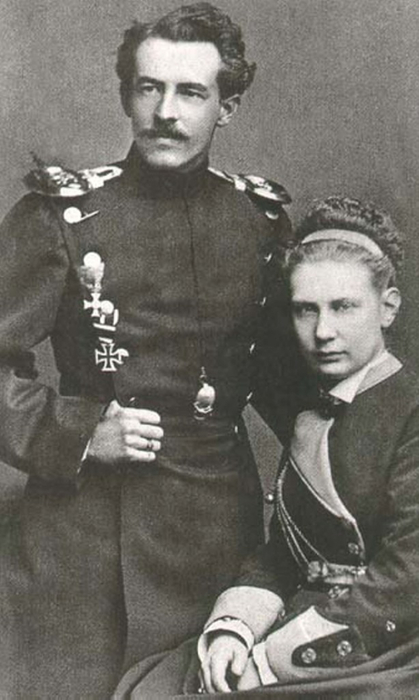
ヴェラと夫オイゲン

カール1世とオリガは、1871年にヴェラを正式に養女とした。夫妻はヴェラに、ヴュルテンベルク王家の分家出身のオイゲンとの縁談を用意し、結婚後もヴュルテンベルクを離れなくて良いようにした。
婚約は1874年1月に整い、双方の家族から祝福された。実父コンスタンチンは、姉夫妻にあてて娘を養育してくれた事への厚い感謝の気持ちを書きつづった。オリガは『（かつての）私の問題児は、今や幸福な花嫁で、花婿と相思相愛です。私はこんな幸せな結末が待っているとは夢にも思いませんでした。オイゲンは既に王にとって息子同様です。』と書き残している。
19歳のヴェラと28歳のオイゲンの華麗な挙式は、1874年5月4日にシュトゥットガルトで執り行われた。この挙式に父方の伯父であるロシア皇帝アレクサンドル2世も出席した。彼は姪に人を惹きつけるような魅力がないのを見て、率直に『白状するが、ちっとも花婿をうらやまないね。』と言ったという。だが、アレクサンドル2世はヴェラに百万ルーブルの持参金を用意した。
ヴェラとオイゲンは、シュトゥットガルトのアカデミエという大きな邸宅で暮らし、1875年に長男カール・オイゲンを儲けた（生後七ヶ月で夭折）。翌年には、双生児の女児、エルザとオルガが生まれている。
しかし結婚生活は短かった。ヴュルテンベルク軍士官であったオイゲンは、デュッセルドルフで軍務中、1877年1月27日に突然死去した。死因は公的には落馬が原因とされたが、実際は冒険心のはやるオイゲンは決闘によって殺されたのだった。結婚生活はわずか3年で終わった。23歳で未亡人となったヴェラは再婚しなかった。
ヴェラは故国ロシアへ戻ることも選択できたが、母国と感じ王の庇護を受けられるヴュルテンベルクで暮らし続けた。しかし故国の家族との関わりがなかった訳ではなく、頻繁にロシアの親戚やギリシャ王妃となった実姉オリガ・コンスタンチノヴナに会う為に旅行していた。
1891年にカール1世が死去すると、相当の資産を相続し、その一年後に王妃オリガが亡くなると、オリガの住居であったシュトゥットガルトのヴィラ・ベルクを相続した。ヴェラは詩作を好み、自宅は家族縁者や多くの芸術家が集う場所となった。
才気に富んで話し好きのヴェラはヴュルテンベルクで人気があり、慈善活動に身を投じていた。30以上の組織を後援しており、貧窮した女性のために『ヴェラの家』という避難所をつくったり、シュトゥットガルト市内で診療所を開いたりしていた。市内の東方正教会である聖ニコラス教会の建設にも関わった。

## 晩年

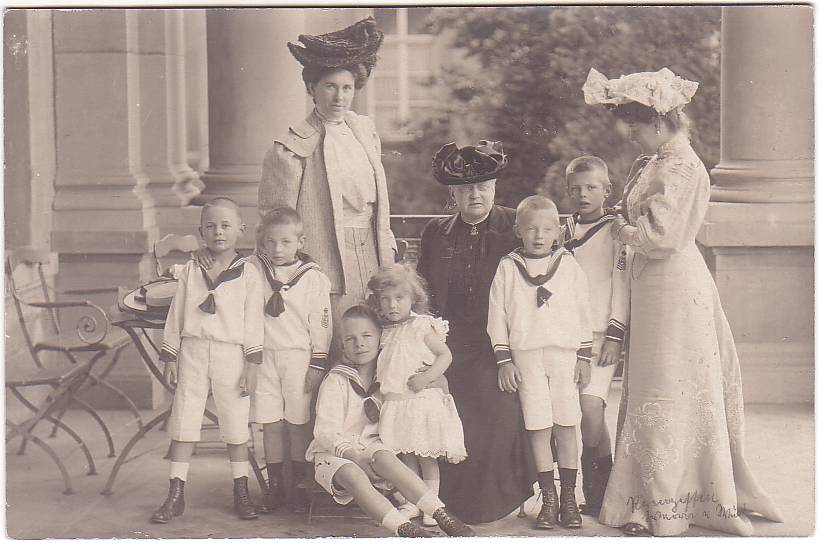
2人の娘たち、孫たちと

ヴェラはしばしばロシアを訪問し、1896年5月のニコライ2世の戴冠式には2人の娘たちと出席した。長女エルザは、1895年1月にザクセン＝コーブルク＝ゴータ公アルフレートの長子アルフレートと婚約が整ったがすぐに破談となり、遠縁にあたるアルブレヒト・フォン・シャウムブルク＝リッペ（ヴュルテンベルク王ヴィルヘルム2世の2度目の妃シャルロッテの弟）と結婚した。翌年、次女オルガは義兄の弟マクシミリアン・フォン・シャウムブルク＝リッペと結婚した。オルガの運命は母ヴェラと似ていた。オルガは3子の母となり、結婚から数年のうちに1子と夫を失って若い未亡人となり、二度と結婚しなかった。
年を重ねるに連れ、ヴェラは健康を害した。現在ではヴェラが舞踏病（顔面や手足に激しいけいれん的運動を呈す）を発病していたと推測されている。付き添いのため軍の士官がつけられ、外出先でぶつかったり転倒して自身で負傷しないよう配慮された。
晩年には小柄で太った丸い顔になり、髪を短くして男性のような外見だった。また、極度の近視になり鼻メガネをかけていた。周囲には一風変わっていると思われていたが、ユーモアのセンスがあり面白い発言で甥や姪たちを始め家族に好かれていた。
ヴェラは長くヴュルテンベルクに暮らしていたために、結果として政治的にも宗教的にもロシアの親戚とは相容れなくなっていた。政治の上では親ドイツ派で、ロマノフ家の反ドイツ的な見解を受け入れていなかった。非常に信心深くはあったが正教の教義を理解することはなく、1909年にルター派に改宗してロマノフ家を仰天させた。その後、ヴィラ・ベルクの敷地内にプロテスタントの教会を建設するよう命じた。
1912年、シュトゥットガルトで死去した。

## 家族
ヴェラはオイゲンとの間に3子を儲けた。
- カール・オイゲン（1875年） - 夭折。
- エルザ・マティルデ・マリー（英語版）（1876年 - 1936年） - 1897年、アルブレヒト・フォン・シャウムブルク＝リッペ（1869年 - 1942年）と結婚。
  - マクシミリアン（1898年 - 1974年）
  - フランツ・ヨーゼフ（1899年 - 1963年）
  - アレクサンダー（1901年 - 1923年）
  - バティルディス（1903年 - 1983年）
- オルガ・アレクサンドリーネ・マリー（英語版）（1876年 - 1932年） - 1898年、マクシミリアン・フォン・シャウムブルク＝リッペ（1871年 - 1904年）と結婚。
  - オイゲン（1899年 - 1929年）
  - アルブレヒト（1900年 - 1984年）
  - ベルンハルト（1902年 - 1903年）